# Mikania chevalieri
Mikania chevalieri là một loài thực vật có hoa trong họ Cúc. Loài này được (C.D.Adams) W.C.Holmes & McDaniel mô tả khoa học đầu tiên năm 1975.